# Gymnopilus tenuis
Gymnopilus tenuis là một loài nấm thuộc họ Cortinariaceae.